# Coppa Monte Kronio
La Coppa Monte Kronio è stata una famosa cronoscalata disputata dal 1973 al 1992.
Situato a Sciacca in provincia di Agrigento, il tracciato misurava 4.450 m, con un dislivello di 245 mt e una pendenza del 5,8%.
Il percorso si dislocava tra i 4 tornanti, di cui 3 in sequenza, e i due lunghi rettilinei del Monte Kronio che va dal Bivio per Fontana Calda al Santuario di San Calogero. 
Diversi i punti particolarmente "tecnici" e spettacolari: la prima veloce "S" dopo il lungo rettilineo di partenza, la curva "Cutiddina", la curva "T" (bivio Cutrone), la curva "Spartitraffico" la curva "Pineta" e l'ultima curva "della croce".

## La storia
La cronoscalata saccense fu teatro dei diversi duelli tra due campioni siciliani di questa specialità: Benny Rosolia ed Enrico Grimaldi.
ALBO D’ORO CRONOSCALATA MONTE KRONIO KM 4,450
| Anno       | Denominazione                                    | Pilota        | Auto          | Tempo               | Media   |
| 21/06/1973 | 1a Coppa Monte Kronio                            | “CATERPILLAR” | ABARTH 3000   | 2’36”8              | 102,168 |
| 16/06/1974 | 2a Coppa Monte Kronio                            | D. SCOLA      | MARCH BMW     | 2’22”9              | 113,365 |
| 28/09/1975 | 3a Coppa Monte Kronio                            | D. SCOLA      | MARCH BMW     | 2’24”9              | 110,559 |
| 03/10/1976 | 4a Coppa Monte Kronio                            | E. GRIMALDI   | OSELLA PA/4   | 2’17”0              | 116,934 |
| 09/10/1977 | 5a Coppa Monte Kronio                            | “AMPHICAR”    | OSELLA PA/5   | 2’17”7              | 116,339 |
| 25/06/1978 | 6a Coppa Monte Kronio                            | E. GRIMALDI   | OSELLA PA/4   | 2’15”8              | 117,967 |
| 07/10/1979 | 7a Coppa Monte Kronio                            | E. GRIMALDI   | OSELLA PA/7   | 2’13”66             | 119,856 |
| 05/10/1980 | 8a Coppa Monte Kronio                            | E. GRIMALDI   | OSELLA PA/8   | 2’16”55             | 117,319 |
| 11/10/1981 | 9a Coppa Monte Kronio                            | E. GRIMALDI   | OSELLA PA/8   | 2’14”63             | 120,357 |
| 10/10/1982 | 10a COPPA MONTE KRONIO                           | B. ROSOLIA    | OSELLA PA/8   | 2’09”68             | 124,922 |
| 30/10/1983 | 11a COPPA MONTE KRONIO                           | B. ROSOLIA    | OSELLA PA/9   | 2’09”95             | 124,711 |
| 14/10/1984 | 12a COPPA MONTE KRONIO                           | E. GRIMALDI   | OSELLA PA/9   | 2’11”57             | 121,760 |
| 07/07/1985 | 13a COPPA MONTE KRONIO                           | E. GRIMALDI   | OSELLA PA/9   | 2’11”68             | 121,650 |
| 06/07/1986 | 14a COPPA MONTE KRONIO                           | B. ROSOLIA    | OSELLA PA/8   | 2’09”16             | 124,032 |
| 10/06/1990 | 15a SCIACCA-MONTE KRONIO                         | E. GRIMALDI   | OSELLA PA9/90 | 4’20”07 (2 manches) | 123,190 |
| 10/10/1991 | 1a Salita Sciacca Terme                          | E. GRIMALDI   | OSELLA PA9/90 | 4’24”50 (2 manches) | 121,130 |
| 11/10/1992 | 17a Coppa Monte Kronio - 2a Salita Sciacca Terme | E. GRIMALDI   | OSELLA PA9/90 | 4’26”79 (2 manches) | 120,090 |
|            |                                                  |               |               |                     |         |

Diversi piloti saccensi si misero in mostra nelle classi minori; tra tutti si ricordano: Calogero Carlino detto "Mulinedda", "Hert Mad" a secolo Fifo Canella, Calogero Guarino detto "Cutiddina" (nella tradizione popolare, gli è stato intitolato un tornante dove ebbe incidente), Pippo Montalbano "Tabacchera", Pippo Gennaro, Filippo Gurreri detto "Raianeddra", Lorenzo Fara detto "Bancareddu", Franco e GaspareTummiolo, Sebastiano Ciaccio, Giovanni Conti, Giovanni Cognata, Bruno Marchese, Giuseppe Giaccone, Franco Pisani, Di Stefano, Diego Sabella detto "Vasceddu", Attilio Tripodi "Abraxas", Nino Veneziano, Luigi Scandaglia detto "Zicca", Mimmo Gaetani, Franco Amato, Michele Ragusa, Nenè Cordaro, Biagio Russo, Stefano Perrone, Enzo Ciaccio, Nino Bongiovì, Pietro Catanzaro detto "Pitruni" ed il compianto Giovanni Indelicato detto "Scò", Pippo Montalbano (Mezza Lira) Lorenzo Allegro.
Tra i piloti partecipanti, che hanno dato lustro alla manifestazione, nelle loro rispettive classi,a parte i già summenzionati, vanno ricordati: "M. Arriva" al secolo Francesco Attaguile, Benny Rosolia, Enrico Grimaldi, "Caretpillar" al secolo Luigi Tropia, Domenico Scola, Gino Caci, Gianpaolo Ceraolo, Giovanni Cassibba, Aldo Fina, Santo Ferraro, Peppino Virzì, i fratelli agrigentini Salvatore e Giuseppe Virgilio, Ugo Gerbino, Giuseppe Licata, i fratelli Nuccio e Peppino Anastasi, Salvo Di Giacomo, lo "Zio" Totò Gagliano, Vito Veninata, Rocco Aiuto, Serafino La Delfa, Barberio, "Gordon" Domingo Minì, Nando Iacono, "Amerix" Elio Calandra, "Iver" Vito Reina, "Aeron" Andrea Marziani, Pippo Comito ed a chiudere i compianti Pietro La Pera,Vincenzo Lagnà e Alfio Vitale "Jimmy", Angelo Bonaccorsi, Santo Ferraro, G.P. Ceraolo.
Mentre fa le Scuderie vanno ricordate, le palermitane: Pegaso e Ateneo, e catanesi: Scuderia Etna e Catania Corse, la Nissena di Caltanissetta, l'Aretusa di Siracusa, la Depranum Corse di Trapani e la Xacca di Sciacca.
La cronoscalata si corse fino al 1992, poi tra mille problemi fu annullata per mancanza di fondi.